# Grand Prix World Championship
Grand Prix World Championship, zkráceně též označován jako GPWC, je všeobecný název užívaný pro alternativní světové mistrovství automobilových závodů vymezené vůči konkurenční Formuli jedna (F1).

Součástí Holdingu GPWC jsou Ferrari, Mercedes-Benz, BMW, Renault, Honda a Toyota. GPWC byla vytvořena jako konkrétní nástroj, který má pomoci sdruženým společnostem ve vyjednávání s Bernie Ecclestonem pro přijatelné podmínky pro prodloužení platnosti Concordské úmluvy z roku 1997.